# Os
|  | Per a altres significats, vegeu «Os (desambiguació)». |

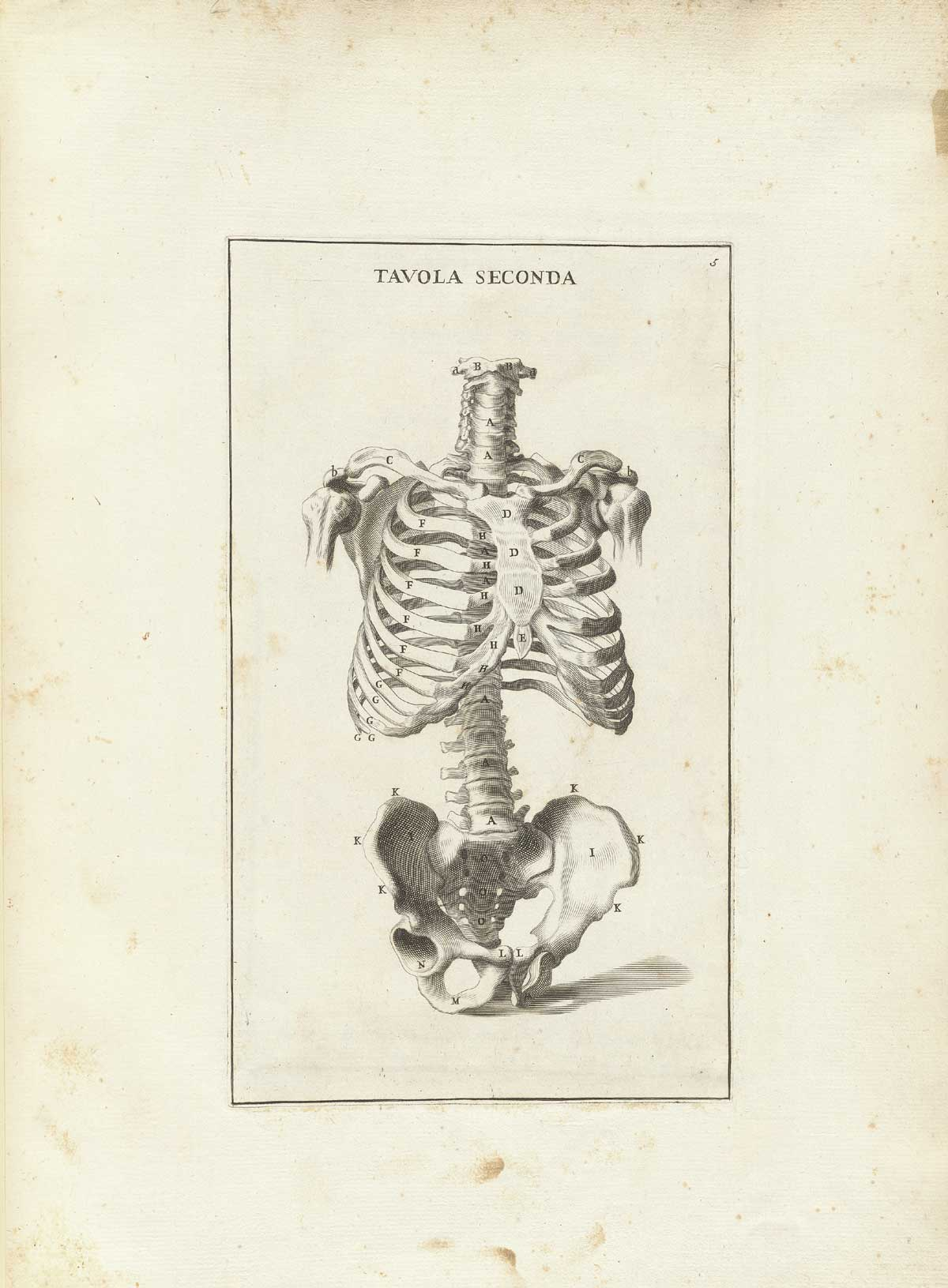
Ossos humans

L'os és un teixit conjuntiu, de notable elasticitat, lleuger i de gran duresa. Compost per cèl·lules especialitzades i fibres que formen una matriu. En els vertebrats efectua una triple funció: la de sosteniment del cos, la de protecció d'alguns òrgans (cervell, cor, pulmons) i la de possibilitar el moviment (a tall de palanques mogudes pels músculs).

## Estructura i composició
Les prominències arrodonides que als extrems d'un os encaixen dins la conca d'un altre són anomenades còndils (o caps, si són grosses i esfèriques) i, les seves eminències, apòfisis.
La membrana de teixit conjuntiu que embolcalla l'os rep el nom de periosti i és fonamental per a la formació del teixit ossi. Aquest consta de tres tipus de cèl·lules (els osteoblasts, els osteòcits i els osteoclasts) i de la substància fonamental, integrada per la fracció col·làgena i la fracció no col·làgena (constituïda principalment per mucopolisacàrids), i que, pel fet d'estar calcificada, confereix la duresa característica al teixit ossi.
El teixit ossi pot ser esponjós o compacte. L'esponjós, localitzat principalment a les epífisis, és constituït per una xarxa tridimensional de trabècules òssies, que delimiten uns espais intercomunicats, ocupats per medul·la òssia. El compacte, propi de les diàfisis, és integrat per un sistema de lamel·les (làmines) òssies disposades concèntricament al voltant dels canals d'Havers, que es comuniquen entre si en sentit transversal mitjançant els canals de Volkmann, per on passen els capil·lars que aporten les substàncies nutritives a les cèl·lules òssies.

### Composició
Està format per:
- Matèria orgànica (osteïna)
- Matèria inorgànica (sals de calci) - CaCO³

## Tipus d'ossos

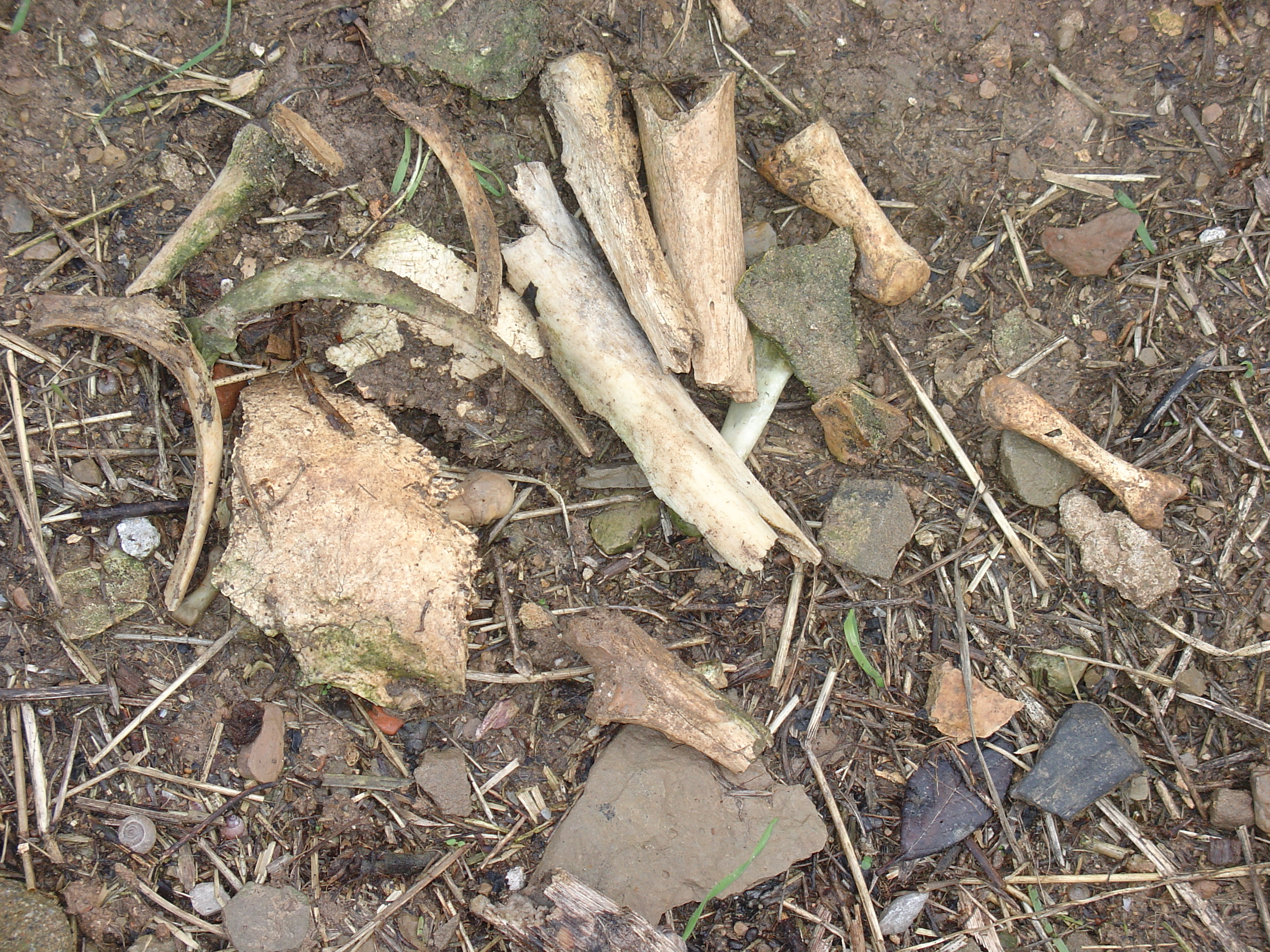
Restes d'ossos

Segons la seva funció, els ossos presenten formes diverses:
- Os llarg. Hi ha una diàfisi en el centre més allargada i en els extrems, les epífisis. En la diàfisi, l'os té dintre una cavitat interior ocupada per la medul·la o moll, de color groc, i al voltant hi ha os compacte. En les epífisis hi ha una poca quantitat de teixit ossi compacte, però està farcit de teixit ossi esponjós. Com els del fèmur
- Os curt. Envoltat de teixit ossi compacte i en el centre és esponjós. Com els del puny
- Os pla. Com els del crani.

## Ossos de l'ésser humà i d'altres organismes
- Carpià
- Clavícula
- Costella
- Crani
- Cúbit
- Estèrnum
- Estrep
- Fèmur
- Húmer
- Mandíbula
- Metacarpià
- Omòplat
- Peroné
- Radi
- Ròtula o patel·la
- Sacre
- Tíbia
- Vèrtebra